# Deobia Oparei
Deobia Oparei (* 7. Dezember 1971 in Hackney, London) ist ein britischer Schauspieler.

## Leben
Oparei ist nigerianischer Abstammung und steht seit 1990 vor der Kamera. Er hatte kleinere Auftritte in diversen Fernsehserien, bevor er 1992 eine Rolle in dem Film Alien 3 übernahm. Es folgten mehrere kurze Rollen in Film und Fernsehen, bis er 2011 durch seine Rollen in der Komödie Your Highness und als Zombiepirat Gunner in Pirates of the Caribbean – Fremde Gezeiten einem größeren Publikum bekannt wurde. Außerdem spielte er 2012 an der Seite von Karl Urban in dem Film Dredd. Von 2015 bis 2016 war er als Areo Hotah in der erfolgreichen HBO-Serie Game of Thrones zu sehen. Er wurde außerdem für die Rolle des Dekembe für Independence Day: Wiederkehr von Regisseur Roland Emmerich gecastet.
2020 outete er sich öffentlich als schwul, nachdem er über viele Jahre hinweg, wegen möglicher Nachteile für seine Schauspielkarriere, sein Coming-out hinauszögerte.

## Filmografie (Auswahl)
- 1990: Desmond's (Fernsehserie, eine Episoden)
- 1990: Blood Rights (Fernsehserie, 3 Episoden)
- 1990: Medics (Fernsehserie, eine Episoden)
- 1992: Alien 3 (Alien³)
- 1992: Between the Lines (Fernsehserie, eine Episoden)
- 1993: Gallowglass (Fernsehserie, eine Episoden)
- 1993: Minder (Fernsehserie, eine Episode)
- 1997: Doom Runners
- 1998: Wildside (Fernsehserie, eine Episode)
- 1998: Der Preis des Verbrechens (Fernsehserie, 2 Episoden)
- 1998: Dark City
- 2001: Moulin Rouge (Moulin Rouge!)
- 2002: Holby City (Fernsehserie, eine Folge)
- 2002: Die vier Federn (The Four Feathers)
- 2002: Kleine schmutzige Tricks (Dirty Pretty Things)
- 2003: The Foreigner – Der Fremde (The Foreigner)
- 2004: Thunderbirds
- 2005: Doom – Der Film (Doom)
- 2005: 7 Sekunden (7 Seconds)
- 2006: Answered by Fire
- 2008: Depth Charge
- 2009: Hooligans 2 – Stand Your Ground (Green Street 2: Stand Your Ground)
- 2009: The Code – Vertraue keinem Dieb (Thick as Thieves)
- 2010: The Presence
- 2010: Legacy
- 2010: Death Race 2
- 2010: Mr. Nice
- 2011: Your Highness
- 2011: Pirates of the Caribbean – Fremde Gezeiten (Pirates of the Caribbean: On Stranger Tides)
- 2012: Dredd
- 2013: Tula: The Revolt
- 2013: Little Devil
- 2014: One Child (Mini-Serie, 2 Episoden)
- 2015: Clones (Kurzfilm)
- 2015: Proof (Fernsehserie, 2 Episoden)
- 2015–2016: Game of Thrones (Fernsehserie, 6 Episoden)
- 2016: Independence Day: Wiederkehr (Independence Day: Resurgence)
- 2017: Emerald City (Fernsehserie, eine Episode)
- 2017: Santa Clarita Diet (Fernsehserie, 2 Episoden)
- 2017: The Orville (Fernsehserie, Episode 1x03)
- 2019: Sex Education (Fernsehserie, 6 Episoden)
- 2019: Dumbo
- 2019: Jumanji: The Next Level
- 2021: Cash Truck (Wrath of Man)
- 2021: Loki (Fernsehserie, 2 Episoden)
- 2022: The Gray Man

## Synchronisation
- 2009: League of Legends K'Sante
- 2018: World of Warcraft: Battle for Azeroth